# Região Geográfica Intermediária de Sinop
A Região Geográfica Intermediária de Sinop é uma das cinco regiões intermediárias do estado brasileiro de Mato Grosso e uma das 134 regiões intermediárias do Brasil, criadas pelo Instituto Brasileiro de Geografia e Estatística (IBGE) em 2017. É composta por 42 municípios, distribuídos em seis regiões geográficas imediatas.
Sua população total estimada pelo Instituto Brasileiro de Geografia e Estatística (IBGE) para 1º de julho de 2018 é de 903 992 habitantes, distribuídos em uma área total de 341 688,524 km².
Sinop é o município mais populoso da região intermediária, com 139 935 habitantes, de acordo com estimativas de 2018 do Instituto Brasileiro de Geografia e Estatística (IBGE).

## Regiões geográficas imediatas
| Região geográfica imediata                                         | Municípios | População Estimativa 2018 | Área (km²)  |
| ------------------------------------------------------------------ | --- | ------------------------- | ----------- |
| Região Geográfica Imediata de Sinop                                | Cláudia Colíder Feliz Natal Itaúba Marcelândia Nova Canaã do Norte Nova Guarita Nova Santa Helena Santa Carmem Sinop Terra Nova do Norte União do Sul | 252 712                   | 59 692,764  |
| Região Geográfica Imediata de Sorriso                              | Ipiranga do Norte Itanhangá Lucas do Rio Verde Nova Mutum Nova Ubiratã Santa Rita do Trivelato Sorriso Tapurah Vera                                   | 247 414                   | 53 597,372  |
| Região Geográfica Imediata de Juína                                | Aripuanã Castanheira Colniza Cotriguaçu Juína Juruena Rondolândia                                                                                     | 147 457                   | 108 024,464 |
| Região Geográfica Imediata de Alta Floresta                        | Alta Floresta Apiacás Carlinda Nova Bandeirantes Nova Monte Verde Paranaíta                                                                           | 107 187                   | 51 397,647  |
| Região Geográfica Imediata de Peixoto de Azevedo-Guarantã do Norte | Guarantã do Norte Matupá Novo Mundo Peixoto de Azevedo                                                                                                | 95 428                    | 30 145,306  |
| Região Geográfica Imediata de Juara                                | Juara Novo Horizonte do Norte Porto dos Gaúchos Tabaporã                                                                                              | 53 794                    | 38 830,971  |
| Total                                                              | 42 | 903 992                   | 341 688,524 |